# Natação no Campeonato Mundial de Esportes Aquáticos de 2015 - 400 m medley masculino
A prova dos 400 metros medley masculino da natação no Campeonato Mundial de Esportes Aquáticos de 2015 ocorreu no dia 9 de agosto em Cazã na Rússia. 

## Recordes
Antes desta competição, os recordes mundiais e do campeonato nesta prova eram os seguintes:
| Tipo                  | Atleta         | Tempo   | Local     | Data                 |
| --------------------- | -------------- | ------- | --------- | -------------------- |
|                       | Michael Phelps | 4:03.84 | Pequim    | 10 de agosto de 2008 |
| Recorde do campeonato | Michael Phelps | 4:06.22 | Melbourne | 1 de abril de 2007   |

## Medalhistas
| Ouro             | Prata                 | Bronze             |
| Daiya Seto (JPN) | Dávid Verrasztó (HUN) | Chase Kalisz (USA) |

## Resultados

### Eliminatórias
Esses foram os resultados das eliminatórias. 
| Pos. | Bateria | Raia | Nadador              | Nacionalidade  | Tempo   | Notas            |
| ---- | ------- | ---- | -------------------- | -------------- | ------- | ---------------- |
| 1    | 4       | 4    | Chase Kalisz         | Estados Unidos | 4:11.83 | Q                |
| 2    | 4       | 3    | Dávid Verrasztó      | Hungria        | 4:11.99 | Q                |
| 3    | 5       | 5    | Daiya Seto           | Japão          | 4:12.17 | Q                |
| 4    | 5       | 4    | Tyler Clary          | Estados Unidos | 4:12.22 | Q                |
| 5    | 5       | 3    | Daniel Wallace       | Reino Unido    | 4:13.07 | Q                |
| 6    | 5       | 7    | Jacob Heidtmann      | Alemanha       | 4:13.62 | Q                |
| 7    | 4       | 7    | Roberto Pavoni       | Reino Unido    | 4:13.91 | Q                |
| 8    | 5       | 2    | Yang Zhixian         | China          | 4:15.47 | Q                |
| 9    | 4       | 2    | Federico Turrini     | Itália         | 4:15.70 |                  |
| 10   | 4       | 5    | Thomas Fraser-Holmes | Austrália      | 4:15.93 |                  |
| 11   | 3       | 4    | Aleksandr Osipenko   | Rússia         | 4:16.35 |                  |
| 12   | 3       | 5    | Richárd Nagy         | Eslováquia     | 4:16.37 |                  |
| 13   | 5       | 1    | Benjámin Grátz       | Hungria        | 4:16.69 |                  |
| 14   | 4       | 8    | Gal Nevo             | Israel         | 4:17.34 |                  |
| 15   | 5       | 8    | Kevin Wedel          | Alemanha       | 4:17.42 |                  |
| 16   | 3       | 2    | Jérémy Desplanches   | Suíça          | 4:17.90 | Recorde nacional |
| 17   | 4       | 0    | Semen Makovich       | Rússia         | 4:18.61 |                  |
| 18   | 3       | 3    | Diogo Carvalho       | Portugal       | 4:18.67 |                  |
| 19   | 5       | 6    | Huang Chaosheng      | China          | 4:19.11 |                  |
| 20   | 3       | 1    | Jakub Maly           | Áustria        | 4:19.20 |                  |
| 21   | 4       | 6    | Sebastien Rousseau   | África do Sul  | 4:20.16 |                  |
| 22   | 3       | 6    | Pavel Janeček        | Chéquia        | 4:20.43 |                  |
| 23   | 3       | 7    | Carlos Omaña         | Venezuela      | 4:20.74 |                  |
| 24   | 4       | 1    | Marc Sánchez         | Espanha        | 4:21.26 |                  |
| 25   | 1       | 4    | Henrik Christiansen  | Noruega        | 4:21.67 |                  |
| 26   | 5       | 0    | Alexis Santos        | Portugal       | 4:22.35 |                  |
| 27   | 2       | 7    | Alpkan Örnek         | Turquia        | 4:22.72 |                  |
| 28   | 5       | 9    | Nathan Capp          | Nova Zelândia  | 4:23.00 |                  |
| 29   | 1       | 5    | Ahmed Hamdy          | Egito          | 4:23.02 |                  |
| 30   | 3       | 8    | Christoph Meier      | Liechtenstein  | 4:23.57 |                  |

| Ver o restante da classificação | Ver o restante da classificação | Ver o restante da classificação | Ver o restante da classificação | Ver o restante da classificação | Ver o restante da classificação | Ver o restante da classificação |
| Pos.                            | Bateria                         | Raia                            | Nadador                         | Nacionalidade                   | Tempo                           | Notas                           |
| ------------------------------- | ------------------------------- | ------------------------------- | ------------------------------- | ------------------------------- | ------------------------------- | ------------------------------- |
| 31                              | 2                               | 5                               | Pedro Pinotes                   | Angola                          | 4:23.85                         |                                 |
| 32                              | 2                               | 1                               | Robert Žbogar                   | Eslovênia                       | 4:25.10                         |                                 |
| 33                              | 2                               | 0                               | Marko Blaževski                 | Macedônia do Norte              | 4:25.57                         |                                 |
| 34                              | 3                               | 0                               | Uvis Kalniņš                    | Letônia                         | 4:26.17                         |                                 |
| 35                              | 2                               | 8                               | Trần Duy Khôi                   | Vietname                        | 4:27.43                         |                                 |
| 36                              | 1                               | 6                               | Luis Vega                       | Cuba                            | 4:29.57                         |                                 |
| 36                              | 2                               | 4                               | Wen Ren-hau                     | Taipé Chinesa                   | 4:29.57                         |                                 |
| 38                              | 2                               | 6                               | Pang Sheng Jun                  | Singapura                       | 4:29.61                         |                                 |
| 39                              | 2                               | 2                               | Nikola Dimitrov                 | Bulgária                        | 4:30.78                         |                                 |
| 40                              | 1                               | 7                               | Alvi Hjelm                      | Ilhas Feroé                     | 4:33.15                         | Recorde nacional                |
| 41                              | 1                               | 2                               | Esteban Araya                   | Costa Rica                      | 4:40.23                         |                                 |
| 42                              | 1                               | 3                               | Luis Ventura                    | México                          | 9:99.99 !                       | DNS                             |
| 42                              | 2                               | 3                               | Ahmed Mathlouthi                | Tunísia                         | 9:99.99 !                       | DNS                             |
| 42                              | 2                               | 9                               | Christian Punter                | Porto Rico                      | 9:99.99 !                       | DNS                             |
| 42                              | 3                               | 9                               | Raphaël Stacchiotti             | Luxemburgo                      | 9:99.99 !                       | DNS                             |
| 42                              | 4                               | 9                               | Thiago Simon                    | Brasil                          | 9:99.99 !                       | DNS                             |

### Final
Esse foi o resultado da final.
| Pos.              | Raia | Nadador         | Nacionalidade  | Tempo   | Notas            |
| ----------------- | ---- | --------------- | -------------- | ------- | ---------------- |
| Medalha de ouro   | 3    | Daiya Seto      | Japão          | 4:08.50 |                  |
| Medalha de prata  | 5    | Dávid Verrasztó | Hungria        | 4:09.90 |                  |
| Medalha de bronze | 4    | Chase Kalisz    | Estados Unidos | 4:10.05 |                  |
| 4                 | 6    | Tyler Clary     | Estados Unidos | 4:11.71 |                  |
| 5                 | 7    | Jacob Heidtmann | Alemanha       | 4:12.08 | Recorde nacional |
| 6                 | 2    | Daniel Wallace  | Reino Unido    | 4:13.77 |                  |
| 7                 | 1    | Roberto Pavoni  | Reino Unido    | 4:13.81 |                  |
| 8                 | 8    | Yang Zhixian    | China          | 4:16.74 |                  |

Legenda
| Recorde mundial       | Recorde mundial (World record)               |                       | Recorde africano                      | Recorde africano (African) |                                           | Q | Classificado por posição (Qualified) |
| Recorde do campeonato | Recorde do campeonato (Championship record)  | Recorde da América    | Recorde da América (Americas)         | q                          | Classificado por melhor tempo (Qualified) |   |                                      |
| Melhor marca do ano   | Melhor marca do ano (World leading)          | Recorde asiático      | Recorde asiático (Asian)              | DNS                        | Não largou (Did not start)                |   |                                      |
| Recorde nacional      | Recorde nacional (National record)           | Recorde europeu       | Recorde europeu (European)            | DNF                        | Não terminou (Did not finish)             |   |                                      |
| Recorde pessoal       | Recorde pessoal do atleta (Personal best)    | Recorde da Oceania    | Recorde da Oceania (Oceania)          | DSQ / DQ                   | Desclassificado (Disqualified)            |   |                                      |
| Recorde da temporada  | Recorde da temporada do atleta (Season best) | Recorde sul-americano | Recorde sul-americano (South America) | NM                         | Sem marca (No mark)                       |   |                                      |